# Pacífico (métro de Madrid)
Pour les articles homonymes, voir Pacifico (homonymie).
Pacífico est une station de correspondance des lignes 1 et 6 du métro de Madrid en Espagne. Elle est située sous l'intersection entre l'avenue de la Ville de Barcelone et la rue du Docteur Esquerdo, dans le quartier de Pacífico, de l'arrondissement du Retiro, à Madrid.

## Situation sur le réseau

Plan du réseau.

Établie en souterrain, Pacífico est une station de correspondance entre les lignes 1 et la 6 du métro de Madrid. Elle dispose de deux sous-stations :
Pacífico L1, est une station de passage de la ligne 1 du métro de Madrid, située entre la station Menéndez Pelayo, en direction du terminus Pinar de Chamartín, et la station Puente de Vallecas, en direction du terminus Valdecarros. Elle dispose des deux voies de la ligne encadrées par deux quais latéraux.
Pacífico L6, est une station de passage de la ligne 6 du métro de Madrid, ligne circulaire, entre la station Méndez Álvaro  et la station Conde de Casal.

## Histoire
La station Pacífico est mise en service le 8 mai 1923, lors de l'ouverture à l'exploitation du prolongement d'Atocha à Puente de Vallecas au sud-est. Elle est conçue par l'architecte Antonio Palacios. La station est nommée en référence à l'avenue éponyme, ( renommée depuis Ville de Barcelone), appelée ainsi en l'honneur des expéditions de la marine espagnole sur les côtes du Chili et de la Chine en 1885.
La station de la ligne 6 est mise en service le 11 octobre 1979, lors de l'ouverture de la première section entre Cuatro Caminos et Pacífico. Elle demeure un des terminus de la ligne jusqu'au 7 mai 1981 quand est ouverte une nouvelle section de la ligne jusqu'à la station Oporto.

## Services aux voyageurs

### Accès et accueil
La station dispose de trois accès équipés d'escaliers et d'escaliers mécaniques, ainsi qu'un accès direct par ascenseur depuis l'extérieur. C'est une station accessible aux personnes à mobilité réduite. Située en zone tarifaire A, elle est ouverte tous les jours de 6 h 0 à 1 h 30.

### Desserte

#### Pacifico L1
La station est desservie par les rames de la ligne 1 du métro de Madrid.

Installations et desserte
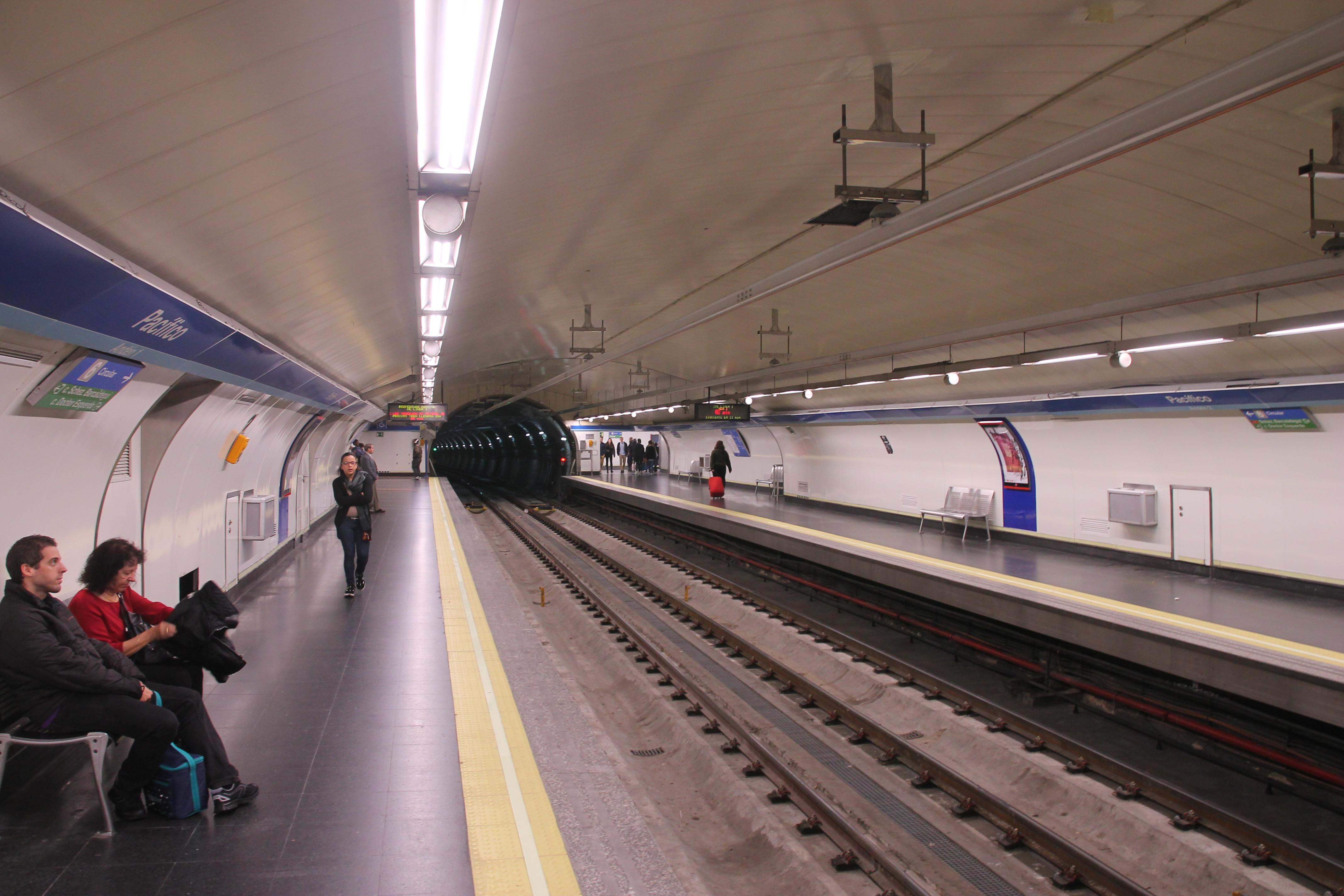
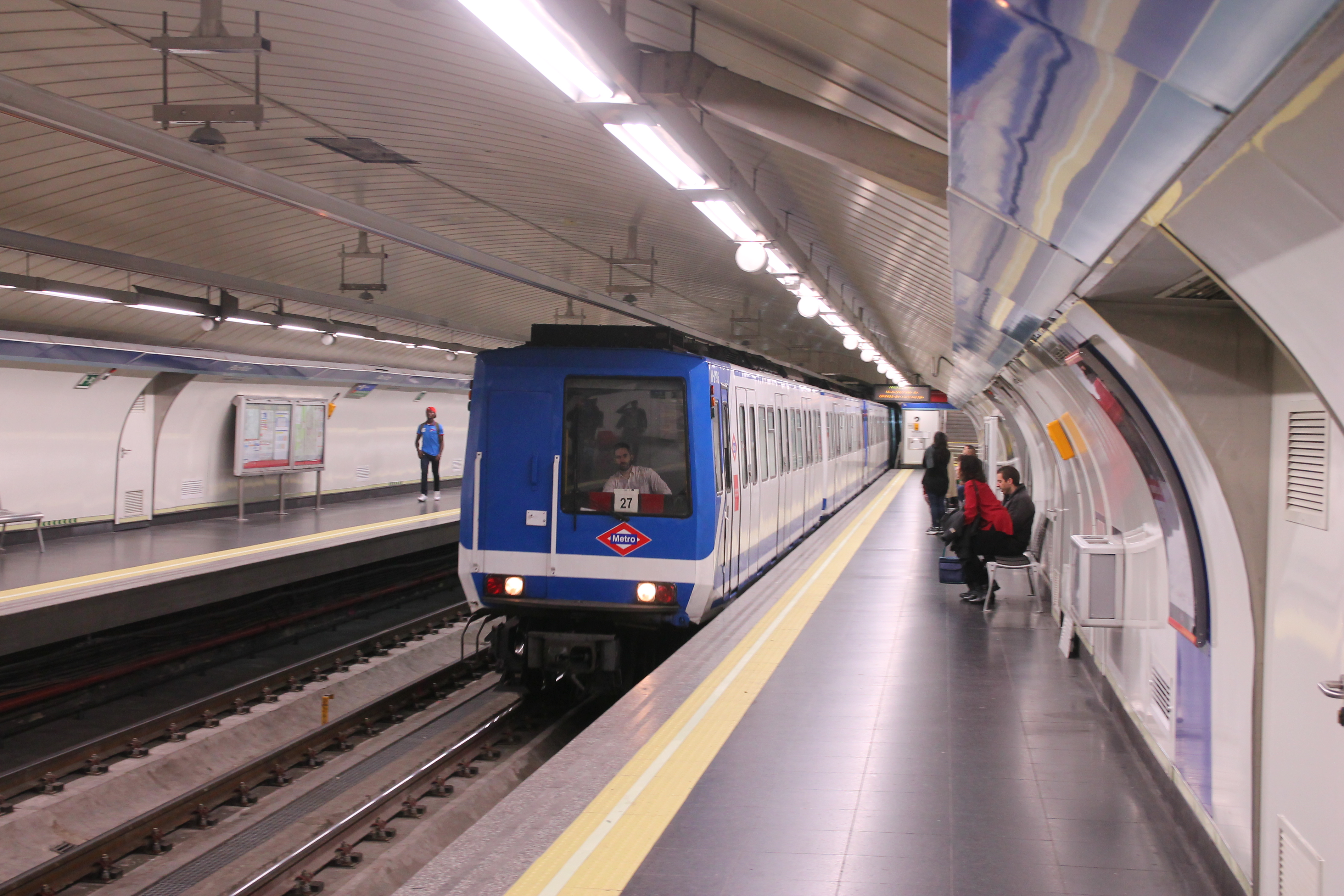
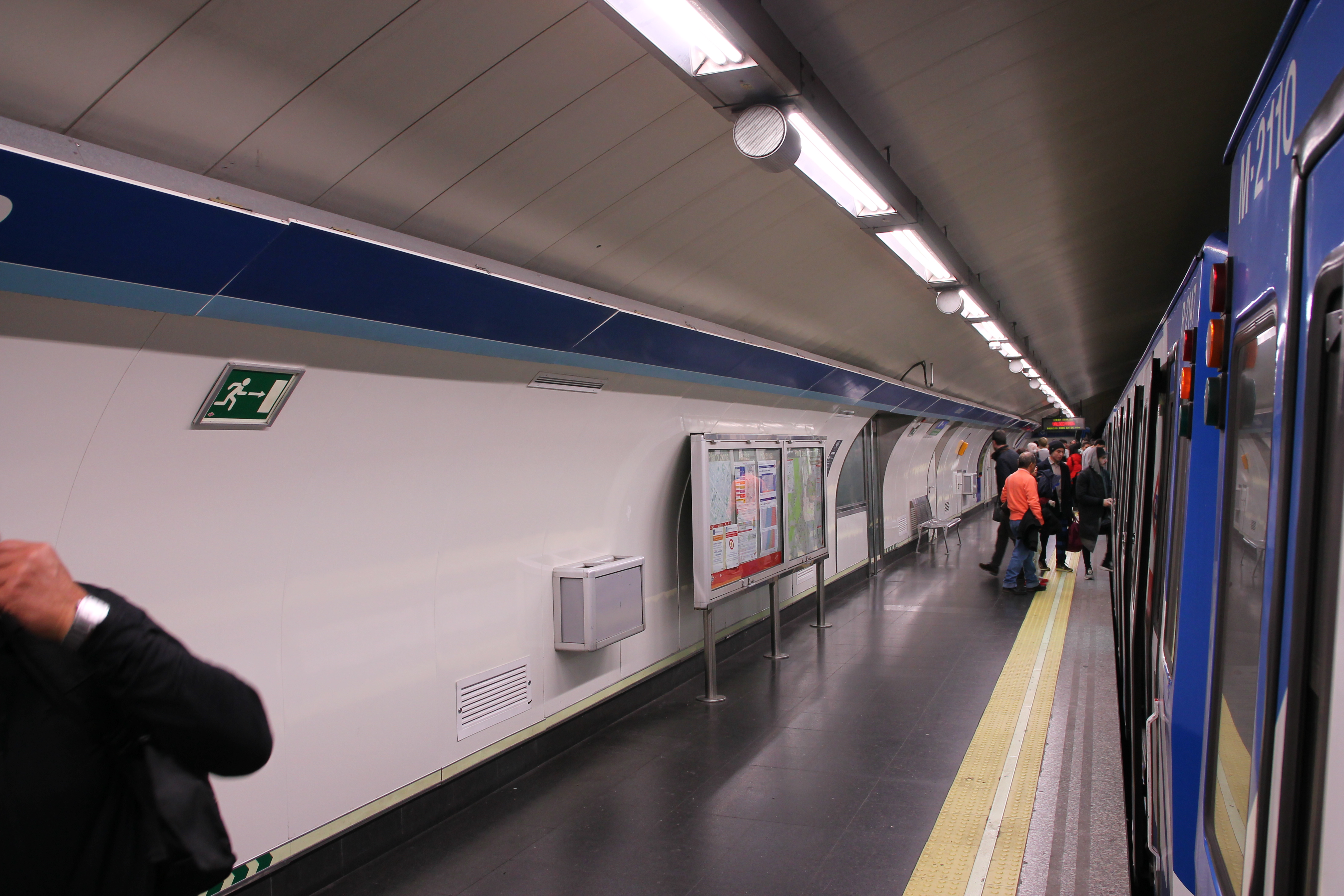

#### Pacifico L6
La station est desservie par les rames de la ligne 6 du métro de Madrid.

Installations et desserte
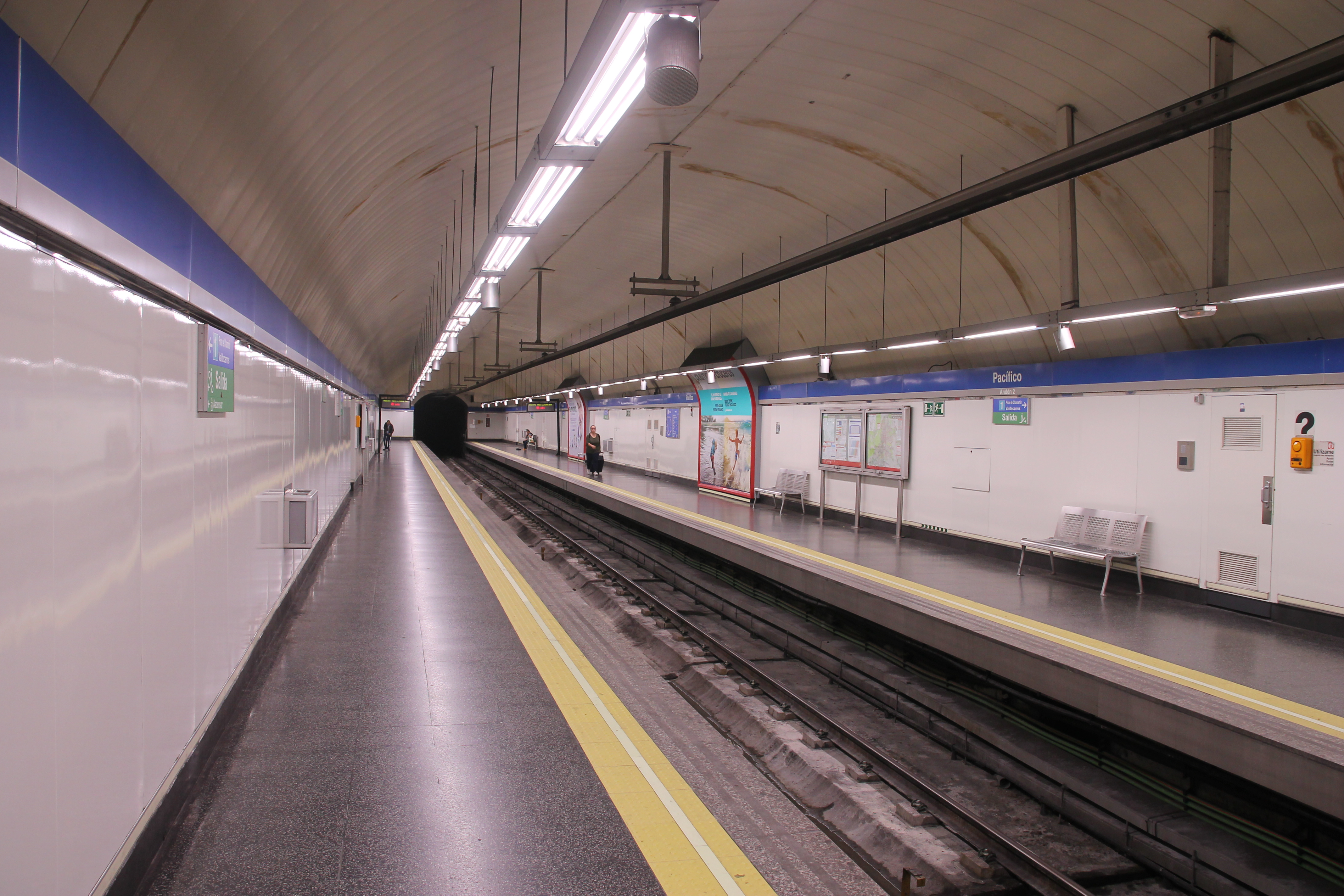
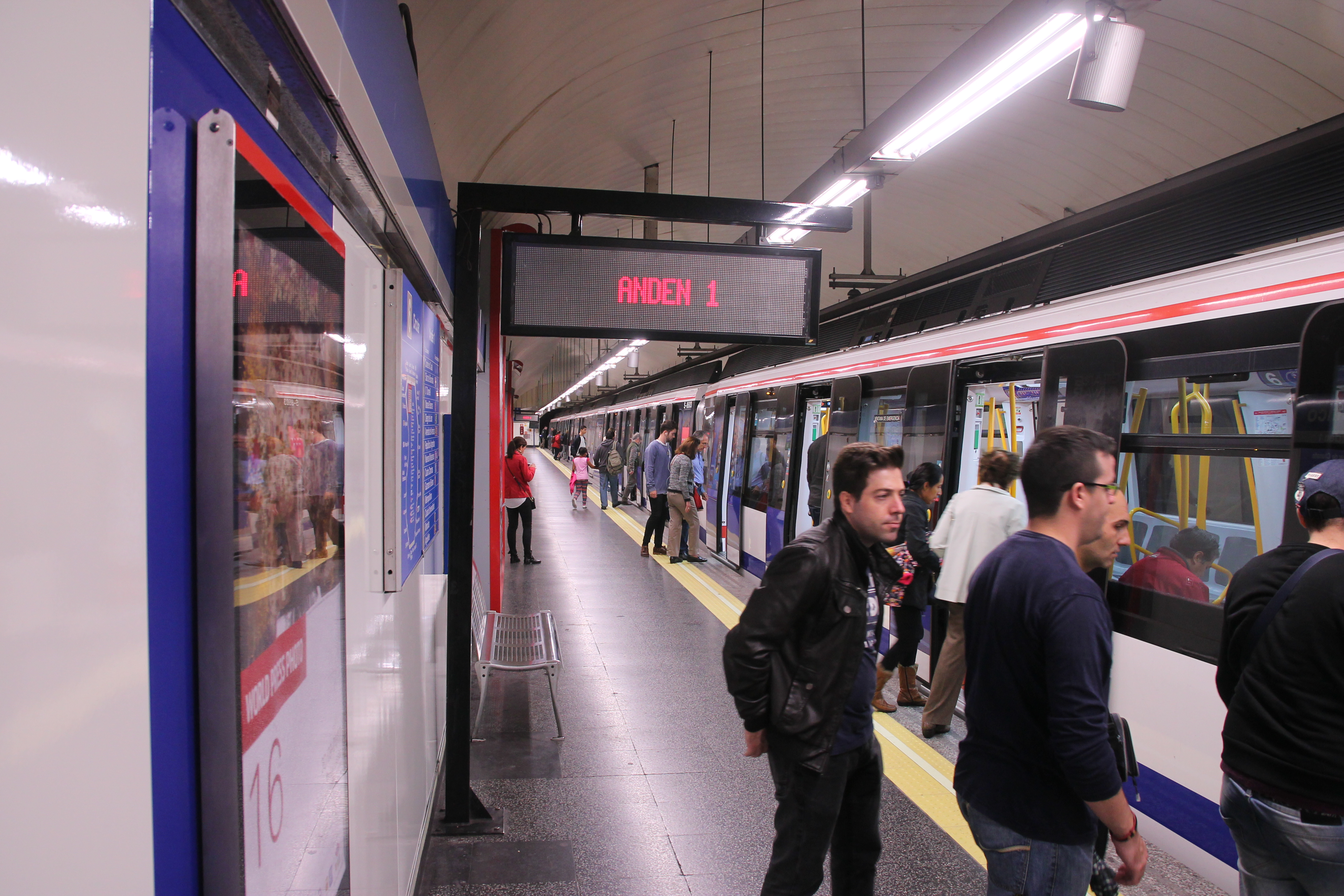
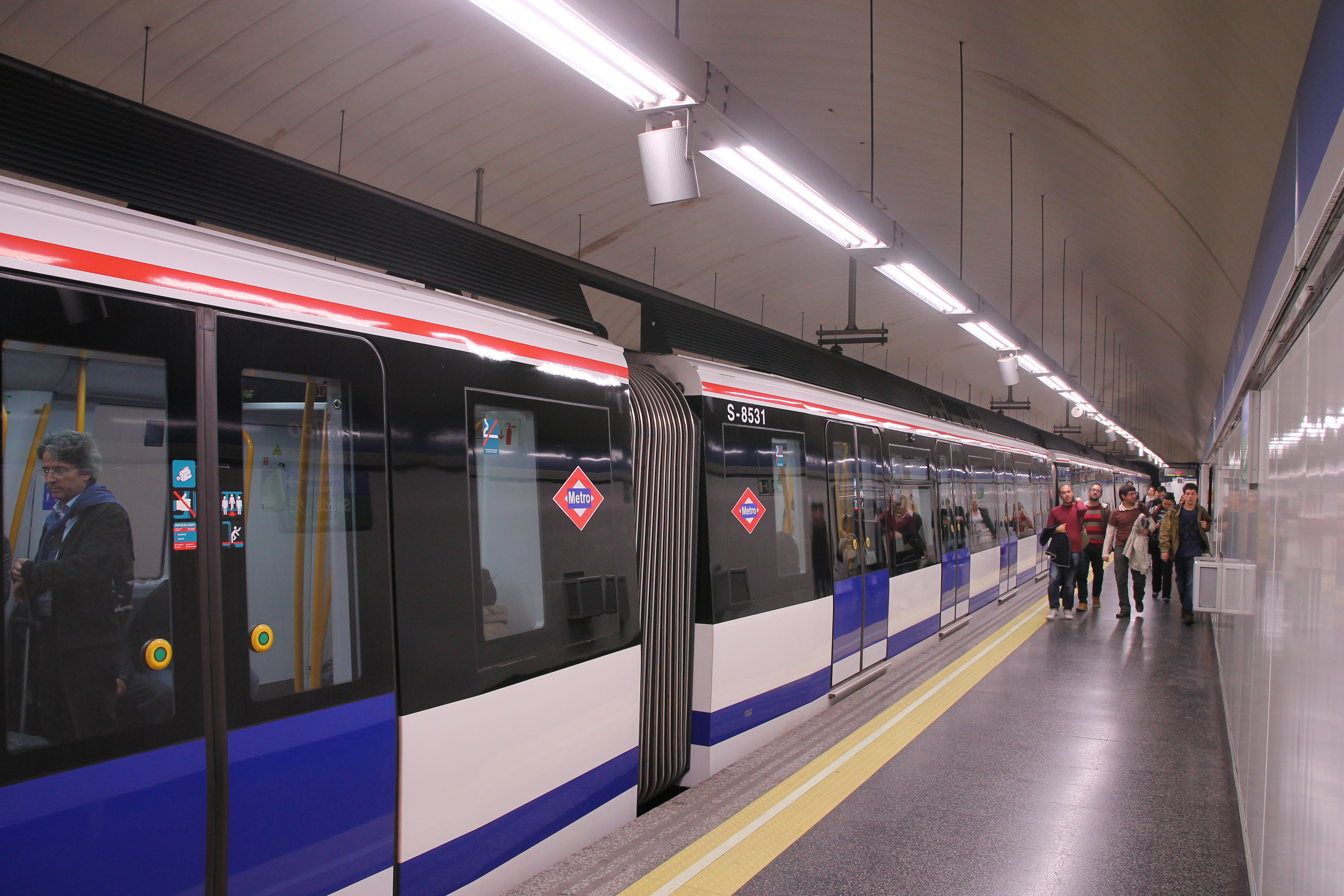

### Intermodalité
À proximité, des arrêts de bus EMT, sont desservis par les lignes : diurne 2, 8, 10, 37, 54, 56, 57, 136, 141, 156, 310, et nocturne N10, N25.

## Patrimoine ferroviaire
Le hall d'accès d'origine, réalisé par l'architecte Antonio Palacios en utilisant des « carreaux sévillans et valenciens » est conservé sans modification. Sa protection a été obtenue par l'Association historique du métro de Madrid le 11 octobre 2016. Après restauration ce hall est rouvert et intégré au sein du centre d'interprétation de l'histoire du métro de Madrid.